# Vyšné Šiprúnske sedlo
Vyšné Šiprúnske sedlo (ok. 1360 m) – przełęcz między dwoma wierzchołkami Šiprúnia (1461 m)  w Wielkiej Fatrze na Słowacji. Taką nazwę nosi też skrzyżowanie szlaków turystycznych znajdujące się nieco poniżej, na północnych stokach przełęczy.
Przełęcz znajduje się na wysokości około 1360 m i jej rejon jest trawiasty. Jest to pasterska hala Maďarovo ciągnąca się aż po południowy szczyt Šiprúnia. Pokrywa całe północne stoki przełęczy opadające do Čutkovskiej doliny. Stoki południowe są trawiaste tylko w górnej części, niżej porośnięte są lasem. Spływa z nich źródłowy ciek Matejkovskiego potoku.

## Turystyka
Krzyżuje się tutaj zielony szlak biegnący tzw. liptowską gałęzią Wielkiej Fatry ze szlakiem czerwonym. Z przełęczy można też czerwonym szlakiem wyjść na szczyt Šiprúnia (powrót tą samą trasą). Na przełęcz dotrzeć można wieloma szlakami z wielu miejsc. Najłatwiej jest z parkingu przy centrum wypoczynkowym na Malej Smrekovicy. 

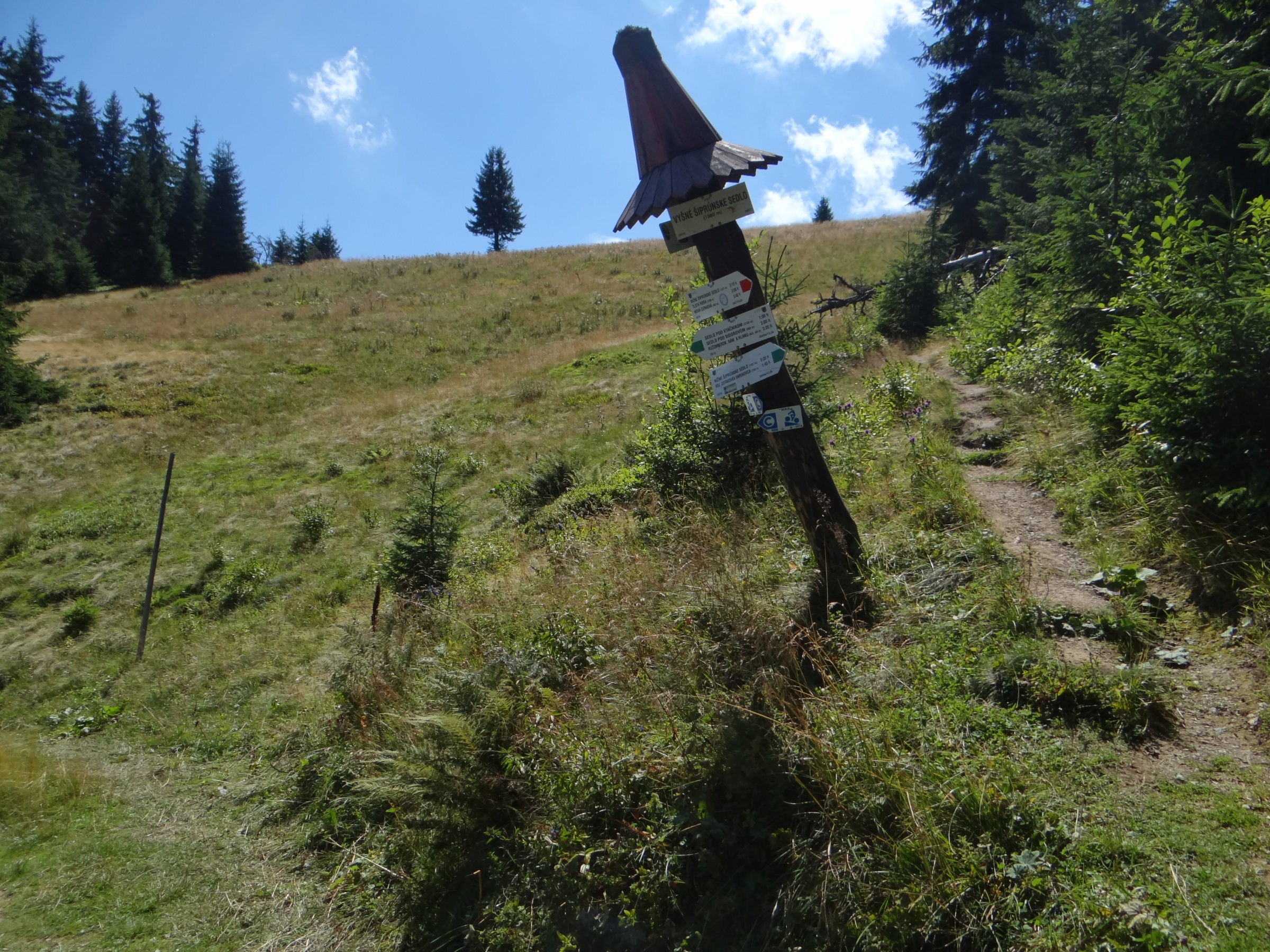
Skrzyżowanie szlaków poniżej przełęczy

  odcinek: Malá Smrekovica (parking) – Malá Smrekovica – Nižné Šiprúnske sedlo – Vyšné Šiprúnske sedlo. Odległość 5 km, suma podejść 235 m, suma zejść 240 m, czas przejścia 1,30 h (z powrotem 1,30 h)
  Podsuchá – Nižné Matejkovo – Vyšné Šiprúnske sedlo. Odległość 8,2 km, suma podejść 855 m, suma zejść 70 m, czas przejścia 2,55 h (z powrotem 2,10 h)
   Vyšné Šiprúnske sedlo – Šiprúň. Odległość 0,8 km, suma podejść 116 m, czas przejścia 25 min (z powrotem 15 min)